# Hüffenhardt
Hüffenhardt là một thị xã nằm ở huyện Neckar-Odenwald-Kreis, thuộc bang Baden-Württemberg, Đức.

## Hành chính
Thị xã bao gồm các thôn:
- Hüffenhardt, dân số 1536 người (2008)
- Kälbertshausen, dân số 533 người (2008)